# La Sirène de midi
Pour plus de détails, voir Fiche technique et Distribution.
La Sirène de midi (The Noon Whistle) est une comédie muette sortie le 29 avril 1923. Le film est réalisé par George Jeske. Il s'agit du premier film que tournent ensemble Stan Laurel et James Finlayson,.

## Synopsis
Tanglefoot, ouvrier dans une scierie, à l'air occupé et décidé de celui-qui-sait-ce-qu'il-fait, circule, une longue planche sur l'épaule, dans tout l'atelier et même dans le bureau du patron sous les regards exaspérés de O'Hallahan, contremaître. Plus tard, Tanglefoot parvient mystérieusement à porter une poutre sans fin en la soutenant à une seule extrémité, puis il repart dans la direction opposée, mais cette fois, divisé, il la porte aux deux extrémités…

## Fiche technique
- Titre : La Sirène de midi
- Titre original : The Noon Whistle
- Réalisation : George Jeske
- Scénario : Stan Laurel
- Photographie : Frank Young
- Production : Hal Roach
- Société de production : Hal Roach Studios
- Sociétés de distribution : Pathé Exchange
- Pays de production :  États-Unis
- Langue originale : Film muet - Intertitres anglais
- Format : Noir et blanc - 1,33:1 - Muet
- Genre : Court métrage, Comédie
- Durée : environ 15 minutes (bobine de 60 mètres)
- Dates de sortie : 
  - États-Unis : 29 avril 1923
  - Allemagne de l'Ouest : 5 juin 1962
  - Allemagne de l'Est : 22 novembre 1986

## Distribution
- Stan Laurel : Tanglefoot
- James Finlayson : O'Hallahan, le contremaître
- Katherine Grant : Ssecrétaire
- William Gillespie : Président de la Compagnie du bois
- Sammy Brooks : Menuisier
- Noah Young : Menuisier
- John B. O'Brien : Menuisier (non crédité)